# Ramal de Vila Viçosa
El Ramal de Vila Viçosa es un antiguo ramal ferroviario, que unía las localidades de Vila Viçosa y Estremoz, en Portugal; fue inaugurado en 1905, siendo cancelados los servicios de pasajeros en 1990, y los de mercancías, posteriormente clausurados.

## Características
Con cerca de dieciséis kilómetros de extensión, este ramal atravessava los ayuntamientos de Estremoz, Borba y Vila Viçosa.

## Historia

### Antecedentes
El ferrocarril llegó a Évora el 14 de septiembre de 1863, de la mano de la Compañía de los Ferrocarriles del Sudeste; el 21 de abril del año siguiente, el gobierno contrató esta empresa para efectuar varios proyectos, incluyendo una conexión ferroviaria entre Évora y la Línea del Este, en Crato, pasando por Estremoz. Este trazado fue contestado por los militares, que acreditaban que, al pasar tan cerca de la frontera, crearía problemas en la defensa del país. No obstante, la compañía pasó por varios problemas de orden financiero, lo que imposibilitó concluir las obras, por lo que el estado abrió varios concursos para acabar las líneas. Como no aparecieron concurrentes, el propio estado asumió la responsabilidad de estos proyectos, siendo el tramo hasta Estremoz inaugurado el 22 de diciembre de 1873.

### Planificación, construcción e inauguración
Con el Plan de la Red Ferroviaria al Sur del Tajo, documento oficial, publicado en 1902, con los proyectos ferroviarios de la región al Sur del Río Tajo, el trazado fue modificado, teniendo el lugar de enlace en la Línea del Este en el tramo de Crato a Elvas, debiendo la línea pasar por Vila Viçosa; fue además creada una línea alternativa, entre Évora y Ponte de Sor, en la Línea del Este, que solo fue construida hasta Mora, en 1908.
Un decreto publicado el 19 de junio de 1902 ordenó que fuesen creadas dos comisiones para la planificación y construcción de las líneas de la Red Complementaria al Sur del Tajo, teniendo una de ellas que enlazar en, entre otros tramos, la conexión entre Estremoz y Vila Viçosa. La construcción del tramo entre Estremoz y Vila Viçosa fue autorizada el 28 de noviembre de ese año, pudiendo las obras comenzar después de que el proyecto fuese aprobado; este plan presentaba una línea con cerca de 24 kilómetros de extensión, de construcción fácil, que salía de la estación de Ameixial, y tenía estaciones en Estremoz, Borba y Vila Viçosa. La alcaldía de Vila Viçosa aportó, para el proyecto, 10.000 de reales, y todas las expropiaciones que fuesen necesarias en el ayuntamiento, mientras que la de Borba sólo se encargó de las expropriaciones; en esta fecha, también se esperaba auxilio financiero por parte de las Cámaras de Estremoz y Alandroal, a través de la atribución de subsidios. El proyecto, y el respectivo presupuesto por valor de 299.000 reales, fueron aprobados por el estado el 29 de noviembre.
El estado decretó, el 1 de julio de 1903, que la construcción de este tramo tuviese el apoyo financiero del Fondo Especial de los Ferrocarriles del Estado, siendo las obras autorizadas por una ley del 11 de julio;  el 10 de septiembre, el gobierno ordenó que las obras se iniciasen inmediatamente. El 17 de noviembre del mismo año y el 15 de enero de 1904, tuvieron lugar varios concursos para la ejecución de allanado, y construcción de obras de arte en este tramo.
El 2 de abril de 1905, el estado aprobó el proyecto y el respectivo presupuesto para la construcción del Apeadero de Arcos. En ese mes, el ramal ya se encontraba construido, y, en julio, una comisión técnica examinó el ramal, desde la antigua estación de Estremoz en Ameixial hasta Vila Viçosa, declarándolo en correctas condiciones. La construcción del ramal fue, generalmente, bastante fácil, sin ninguna obra de ingeniería de grandes dimensiones, habiendo surgido escasas dificultades en el corte de una trinchera, debido a la dureza de la piedra que la conformaba; los materiales de vía para el tramo entre Estremoz y Vila Viçosa vinieron por ruta, siendo utilizada una aplanadora para el asentamiento. Después de la entrega del proyecto de la comisión técnica, el estado ordenó, el 29 de julio, que el ramal fuese provisionalmente abierto a la explotación; la apertura oficial a la explotación se produjo el 1 de agosto.

### Declive y cierre
El servicio de pasajeros fue cerrado el 1 de enero de 1990, permaneciendo sólo el tráfico de mercancías. El Ramal fue, posteriormente, cerrado en su totalidad.